# Faschismus in den Niederlanden
Der Faschismus war in den Niederlanden nie sehr verbreitet, brachte jedoch eine große Zahl an Bewegungen und Parteien hervor. Viele Parteien, wie etwa die größte rechtsextreme Partei in den Niederlanden, die NSB, wurden später unter dem Einfluss des Dritten Reiches nationalsozialistisch.

## Geschichte
Die ersten faschistischen Kleinparteien wurden um 1923 gegründet. Einer der ersten Parteien war die Zwart Front. Später gewann die NSB immer mehr an Einfluss und verdrängte die anderen Parteien. Doch ohne den deutschen Einmarsch in den Niederlanden wäre die NSB wohl eine unbedeutende Kleinpartei geblieben. Nach dem Ende des Krieges wurde die NSB verboten, in den 1970er Jahren entstand die neonazistische NVU. Doch keine rechtsextreme Bewegung konnte an den Erfolg der NSB anknüpfen. Es wird heutzutage ein Verbot der NVU erwogen, ähnlich wie bei der deutschen NPD.

## Wichtigste rechtsextreme niederländische Parteien bis 1945
- Algemeene Nederlandsche Fascisten Bond
- Frysk Fascisten Front
- Nationaal-Socialistische Partij
- Nationale Unie
- Nederlandsche Fascisten Unie
- Nederlandsche Nationaal-Socialistische Partij
- NSB
- Verbond van Nationalisten
- Zwart Front